# Westwood (Kent)
Westwood è un villaggio residenziale nella parrocchia civile inglese di Broadstairs and St Peter's nel Kent, distretto di Thanet. Si trova a 3,1 km a sud di Margate.
È la località alla cui periferia si trova il centro commerciale di Westwood Cross. Esso è anche il luogo dell'East Kent Retail Park (Matalan, Staples, Harveys Furniture e Pets at Home). Vi si trova anche il Westwood Gateway Retail Park (Argos, Paul Simon, Homebase, Maplin Electronics e Sports World). I due siti sono proprietà della Hammerson.